# مارک هاوزر

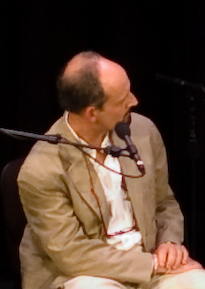
مارک دی. هاوزر (بیولوژیست) - سال ۲۰۰۸

مارک دی. هاوزر (به انگلیسی: Marc Hauser) (متولد ۲۵ اکتبر ۱۹۵۹) زیست‌شناس تکاملی آمریکایی و استاد گروه روان‌شناسی دانشگاه هاروارد است.
او معتقد است اخلاق بر اساس سازوکارهای ژنتیکی شکل می‌گیرد.